# 滝野川区
滝野川区（たきのがわく、旧字体：瀧野川區）は、東京府東京市（後に東京都）にかつて存在した区である。1932年（昭和7年）から1947年（昭和22年）までの期間（35区の時代）に存在した。現在の北区の南部。
本項では1913年（大正2年）の町制施行によって誕生した、本区の前身である滝野川町（たきのがわまち）、1889年（明治22年）の市制町村制によって誕生した、さらにその前身である滝野川村（たきのがわむら）、この地域の室町時代以前の名称である武蔵国豊島郡平塚郷（ひらつかのさと、ひらつかごう）についても解説する。

## 地理
現在の地名では上中里、栄町、昭和町、滝野川、田端、田端新町、中里、西ケ原、東田端の大半に相当する。
歴史的には武蔵野台地と荒川沿岸の低地（氾濫原）の境にあり、起伏が激しい。
- 山：御殿山、飛鳥山
- 河川：石神井川、石神井用水（音無川）、千川上水（千川用水）、逆川、源五郎淵

## 歴史
この地域は旧石器時代あるいは縄文時代ごろから人が定住しており、西ヶ原二丁目貝塚や中里貝塚が見つかっている。弥生時代のものとしては西ケ原遺跡があり、国内の弥生時代研究に大きな影響を与えた。古墳時代の遺跡は滝野川地区でははっきりとしない。
奈良時代にはこの周辺は「武蔵国豊島郡荒墓郷」と呼ばれていた。荒墓郷は現在の台東区、荒川区、北区南部あたりを占めるかなり広大な地域であった。この時代は律令制による条里制の区画整理が行われ、中里や上中里の村名はこれに由来するという。この村名から見られるように、条里制の豊島駅（現在の北区西ケ原）に繋がる地域として、平安時代の末期ごろから平塚郷と呼ばれ、豊島氏の支配下となり、豊島氏の本城である平塚城があった。
江戸時代に描かれた『平塚明神并別当城官寺縁起絵巻』などによれば、源義家三兄弟が後三年の役で勝利を収めた帰りにこの平塚城に立ち寄り、当主の豊島近義により手厚くもてなされたという。そのため義家は鎧一領と十一面観音像を与えたとされている。近義はこの鎧を埋めて甲冑塚とし、義家の死後に三兄弟の像を作り平塚明神（現在の平塚神社）を建てて祀ったという。また、『源平盛衰記』によれば1180年（治承4年）、源頼朝が下総国から武蔵国に入った際に、滝野川の「松橋」に陣を張ったことが記述されている。この松橋を板橋区では「板橋」のこととしているが、北区では滝野川村の「松橋」であるとしている（詳細は板橋郷も参照）。この際には豊島清元・葛西清重親子が従軍している。
その後も豊島氏は宮城氏を吸収するなどし、名目上は紀伊熊野の寄進地である豊島庄（豊島荘）として支配され、豊島郡の中心地として発展した。平塚郷もやがて滝野川村のほか、平塚本郷、中里村、田端村、西ヶ原村（西原村）に分立したことが『小田原衆所領役帳』で確認できる。滝野川とは本来は石神井川のことであり、由来ははっきりしないが、石神井川の滝のように速い流れからとするのが通説である。豊島氏流である滝野川氏によって支配され、滝野川城が建造された。ほかに西ヶ原城、飛鳥山城があったことがわかっている。豊島氏が江古田・沼袋原の戦いで滅亡した後は、後北条氏下に入った平塚豊後やその子孫の平塚藤右衛門などの豊島氏庶流や、千葉氏、後に太田氏の大田新六郎（康資）などが支配した。
江戸時代には岩淵領に属した。また鷹狩場としては岩淵筋に属し、西ヶ原村にウサギを育てる広大な御用屋敷が構えられた。それまで豊島郡の中心地であったのと違い単なる農村地となったが、後に飛鳥山が観光化され少しにぎわうようになった。平塚本郷は「正保の改め」では宮谷戸村（みやがいとむら）と呼ばれ、「元禄の改め」には上中里村とよばれるようになった。
1868年（明治元年）、滝野川村、上中里村、中里村、田端村、西ヶ原村は東京府に属した。1889年（明治22年）、滝野川村は一部（板橋駅前周辺）を板橋町に譲り、残りの大半を上中里村、中里村、田端村、西ヶ原村のほぼ全域と下十条村の一部と合併し、滝野川村となった。東京府案では全域を本郷区に編入しようとしていたが、急激な拡張は経済面で問題があるとして内務省に却下された。北豊島郡案では滝野川村の西半分を板橋町に移し、残りを王子村、豊島村、下十条村、梶原堀之内村に合わせ「王子村」としようとしていたが、上十条村を外すことに地元の反発があった。また上中里村、中里村、田端村、西ヶ原村は下駒込村、上駒込村、駒込染井町、駒込妙義坂下町と合併し「駒込村」としようとしていたが、東京府が市域の拡大を望んだことにより最終的に下駒込村が本郷区に合併されることになったため、上駒込村、駒込染井町、駒込妙義坂下町は巣鴨町に合併され、一方、滝野川町と王子村はほぼ地元の要望が反映された形となった。町名は「滝野川村」と「田端村」で争っていたが、旧・滝野川村が将来的に全責任を負うとして滝野川村が採用された。
1932年（昭和7年）の大東京市成立に伴う東京市編入時、滝野川町は巣鴨町・日暮里町と合併する案が浮上。しかし、巣鴨町は西巣鴨町との合併を強く望み、日暮里町も下谷区への編入を強く望んだ。また、別途岩淵町・王子町と合併する案も浮上したが、滝野川町はこの案に難色を示し、また都心側への統合を望むも認められなかったため、結局荏原町と共に一町一区運動を行い、豊島区の後見を受けることを条件に単独で滝野川区となった。この際に誕生した20区のうち、面積は最小であった。1947年（昭和22年）の区域再編時に戦後の復興のため合併することとなり、改めて豊島区か文京区への統合を望んだが却下され、王子区と統合し北区となった。

### 沿革
- 1873年（明治6年） - 大区小区制により滝野川村、上中里村、中里村、田端村、西ヶ原村は巣鴨町一丁目から四丁目、駒込染井町、駒込妙義坂下町、上駒込村、梶原堀之内村、船方村、その他本郷区、小石川区に属した諸町と共に第九大区三小区となる（区事務取扱所は駒込富士前町）。
- 1878年（明治11年）11月 - 大区小区制が廃され、郡区町村編制法により北豊島郡が設置される（郡役所は下板橋宿）。
- その後、連合戸長役場が設置され、滝野川村、西ヶ原村は二ヵ村連合（連合戸長役場は西ヶ原村）と、上中里村、中里村、田端村は三ヵ村連合（連合戸長役場は田端村）となる。
- 1889年（明治22年）5月1日 - 町村制の施行により、上中里村、中里村、田端村、西ヶ原村の全域、滝野川村の一部（残部は板橋町に編入）、下十条村の一部（残部は王子町に編入）が合併し、滝野川村を新設。
- 1913年（大正2年）10月1日 - 滝野川村が町制施行して滝野川町となる。地番整理を実施。
- 1930年（昭和5年）5月
  - 大字田端の一部を大字田端新町一丁目から三丁目に改称。
  - 大字中里、上中里の一部を大字昭和町一丁目から三丁目に改称。
- 1932年（昭和7年）10月1日 - 東京市編入により、滝野川町は単独で東京市滝野川区となる。
- 1943年（昭和18年）7月1日 - 東京都制施行により、東京都滝野川区となる。
- 1947年（昭和22年）3月15日 - 特別区への移行のため、滝野川区及び王子区の区域をもって北区となる。
  - 滝野川区役所庁舎はその後も北区滝野川区民事務所として利用された。その後建て替えが行われ、区民事務所・大ホール併設の北区滝野川会館として現在も同地にある。

### 施設
- 滝野川区役所（現・北区立滝野川会館）
- 田端郵便局、西原郵便局（無集配三等局）

## 経済

### 産業
- 主な産業：
  - 農業：盛んであった（蔬菜種子の産地であり、滝野川葱、滝野川牛蒡、滝野川人参（胡蘿蔔）、宮谷戸姑慈、宮谷戸大根などで有名）が、徐々に住宅地に侵食された。
  - その他：西ヶ原御用屋敷の跡地に政府の養蚕研究施設、検疫調査場などが多数建設された。飛鳥山に大蔵省造幣局滝野川印刷工場が建設された。

## 地域

### 地名

#### 1889年（明治22年）滝野川町誕生時
- 大字 滝野川
  - 字 飛鳥山前、逆サ川前、東大原、大原嵯峨、馬場、西大原、小原、押外戸、谷津、宿、御代台、宮ノ下鴻ノ巣、鴻ノ台、東三軒家、西三軒家、南谷端、北谷端
- 大字 上中里
  - 字 鷹番、梶外戸、宮ノ前、宮戸、橋戸、駒込田、立堀合、藤ノ木、市ノ竹、川ノ間、東ノ下
- 大字 中里
  - 字 山王下、東前畑、西前畑、居村通、原東坂上、原西坂上、原西峽上、原東峽上、峽下、内見塚、貝塚向、比丘尼東、比丘尼西、広町、西貝塚（貝塚西）
- 大字 田端
  - 字 西居村、谷田、東居村、東台通、西台通、峽下、峽附、井堀、三百九十免、まかつど（満加津登）、山谷前、与美、井堀附、神ノ木、井堀通、内貝塚
- 大字 西ヶ原
  - 字 殿ノ上、東谷戸、前谷戸、向原、西谷戸、上ノ台、第六天、御殿前、御殿下、神戸、広町、東田
- 大字 十条
  - 字 十条

#### 1930年（昭和5年）改称分
- 大字 田端新町一丁目（旧・大字 田端：字 井堀、三百九十免、まかつど（満加津登））
- 大字 田端新町二丁目（旧・大字 田端：字 井堀、三百九十免、まかつど（満加津登））
- 大字 田端新町三丁目（旧・大字 田端：字 まかつど（満加津登）、山谷前、与美、井堀附、神ノ木）
- 大字 昭和町一丁目（旧・大字 中里：字 比丘尼東、比丘尼西、西貝塚（貝塚西））
- 大字 昭和町二丁目（旧・大字 中里：字 比丘尼西、広町、大字 上中里：字 市ノ竹）
- 大字 昭和町三丁目（旧・大字 上中里：字 立堀合、藤ノ木、市ノ竹）

#### 1932年（昭和7年）滝野川区誕生時
- 滝野川町（旧・大字 滝野川、十条）
- 上中里町（旧・大字 上中里）
- 中里町（旧・大字 中里）
- 田端町（旧・大字 田端）
- 西ヶ原町（旧・大字 西ヶ原）
- 田端新町一丁目（旧・大字 田端新町一丁目）
- 田端新町二丁目（旧・大字 田端新町二丁目）
- 田端新町三丁目（旧・大字 田端新町三丁目）
- 昭和町一丁目（旧・大字 昭和町一丁目）
- 昭和町二丁目（旧・大字 昭和町二丁目）
- 昭和町三丁目（旧・大字 昭和町三丁目）

### 人口
- 総人口 36,494人（昭和20年人口調査）
- 戸数 7,778戸、総人口 33,061人、男性人口 19,321人、女性人口 13,740人、一戸平均人数 4.32人（大正6年度末調査）
- 寄留人口 23,417人、本籍人口 9,644人、寄留人口の本籍人口に対する歩合 2.4（大正6年度末調査）

#### 人口の推移
| 時点          | 総人口    | 出典             |
| ------------- | --------- | ---------------- |
| 1909年        | 6,056人   | 明治41年度末調査 |
| 1910年        | 6,232人   | 明治42年度末調査 |
| 1911年        | 6,386人   | 明治43年度末調査 |
| 1912年        | 6,656人   | 明治44年度末調査 |
| 1913年        | 6,595人   | 大正元年度末調査 |
| 1914年        | 6,524人   | 大正2年度末調査  |
| 1915年        | 6,787人   | 大正3年度末調査  |
| 1916年        | 7,627人   | 大正4年度末調査  |
| 1917年        | 8,103人   | 大正5年度末調査  |
| 1918年        | 8,971人   | 大正6年度末調査  |
| 1920年10月1日 | 40,689人  | 大正9年国勢調査  |
| 1925年10月1日 | 82,252人  | 大正14年国勢調査 |
| 1930年10月1日 | 100,746人 | 昭和5年国勢調査  |
| 1935年10月1日 | 114,514人 | 昭和10年国勢調査 |
| 1940年10月1日 | 130,705人 | 昭和15年国勢調査 |
| 1945年10月1日 | 36,494人  | 昭和20年人口調査 |

### 教育
- 東京高等蚕糸学校
- 扶桑女子商業学校
- 聖学院中学校
- 滝野川区立滝野川尋常高等小学校（現・北区立滝野川小学校）
- 滝野川区立滝野川第一尋常小学校（旧・滝野川尋常高等小学校田端分教場、現・北区立田端小学校）
- 滝野川区立滝野川第二尋常小学校（旧・滝野川尋常高等小学校滝野川分教場、現・北区立滝野川第二小学校）
- 滝野川区立滝野川第三尋常小学校（旧・滝野川尋常高等小学校滝野川分教場（新）、現・北区立滝野川第三小学校）
- 滝野川区立滝野川第四尋常小学校（現・北区立滝野川第四小学校）
- 滝野川区立滝野川第五尋常小学校（現・北区立滝野川第五小学校）
- 滝野川区立滝野川第六尋常小学校（後の北区立滝野川第六小学校）
- 滝野川区立西ヶ原尋常小学校（現・北区立西ケ原小学校）
- 滝野川区立滝野川谷端尋常小学校（現・北区立谷端小学校）
- 中里幼稚園

## 交通

### 鉄道
- 日本鉄道→国鉄（現・JR東日本）
  - 東北本線
    - 田端駅、上中里駅

  - 山手線
    - 田端駅
- 王子電気軌道電車（現・都電荒川線）
  - 滝野川停留所 - 飛鳥山停留所

### 道路
- 仮定県道岩槻街道
- 東京府費支弁道飛鳥山前道
- 東京府費支弁道飛鳥道
- 東京府費支弁道王子板橋間道（王子新道）
- 東京府費支弁道王子間道
- 東京府費支弁道田端道
- 東京府費支弁道千住間道
- 東京府費支弁道富士道
- 東京府費支弁道金杉道
- 東京府費支弁道鎌倉街道

## 名所・旧跡・観光スポット・祭事・催事

### 神社
- 上中里平塚神社（村社）
- 田端八幡神社（村社）
- 瀧野川八幡神社（村社）
- 七社神社（村社）

### 宗教
- 曹洞宗
  - 昌林寺
- 浄土宗
  - 仲台寺
  - 正受院
  - 円勝寺
- 真言宗
  - 與楽寺
  - 東覚寺
  - 光明院
  - 大龍寺
  - 城官寺
  - 無量寺
  - 不動院
  - 金剛寺
  - 寿徳寺
- 法華宗
  - 上台寺
- 日本基督教団滝野川教会
- 天理教会

### 遺跡・その他
- 平塚城跡（御殿山）
- 滝野川城跡
- 飛鳥山城跡
- 西ヶ原城跡
- 鎌倉街道跡
- 西ヶ原一里塚跡
- 西ヶ原遺跡

## 出身有名人
- 芥川比呂志 - 田端。俳優、演出家。
- 芥川也寸志 - 田端。作曲家、指揮者。
- 安部公房 - 西ケ原。小説家、劇作家、演出家。
- 小池清 - 田端。アナウンサー。
- 五社英雄 - 西ケ原。映画監督。
- 児玉清 - 滝野川区。俳優。
- 中平康 - 滝野川。映画監督。
- 麻生美代子 - 田端。声優、女優。
- 倍賞千恵子 - 女優、歌手。
- 古舘伊知郎 - 滝野川。ニュースキャスター。
- やなせたかし - 西ケ原。漫画家・絵本作家・イラストレーター・歌手・詩人。
- 山田申吾 - 田端。日本画家。
- 渡辺護 - 映画監督。
- 村松健 - ピアニスト。三線プレイヤー。作曲家

## その他
- 滝野川区史 - 1944年（昭和19年）に刊行が準備されていた。ゲラの段階まで進行していたが、戦時中により不急案件とされ未刊となる。なお、ゲラの複製は、北区立中央図書館内の「北区の部屋」にて閲覧可。